# Metroxylon
Metroxylon ist die einzige Gattung der Subtribus Metroxylinae innerhalb der Pflanzenfamilie der Palmengewächse (Arecaceae). Die etwa kommen sieben Arten kommen auf Inseln des Westpazifik vor. Aus der in ganz Südostasien verbreiteten Sagopalme (Metroxylon sagu) und anderen Arten wird Stärke gewonnen.

## Beschreibung

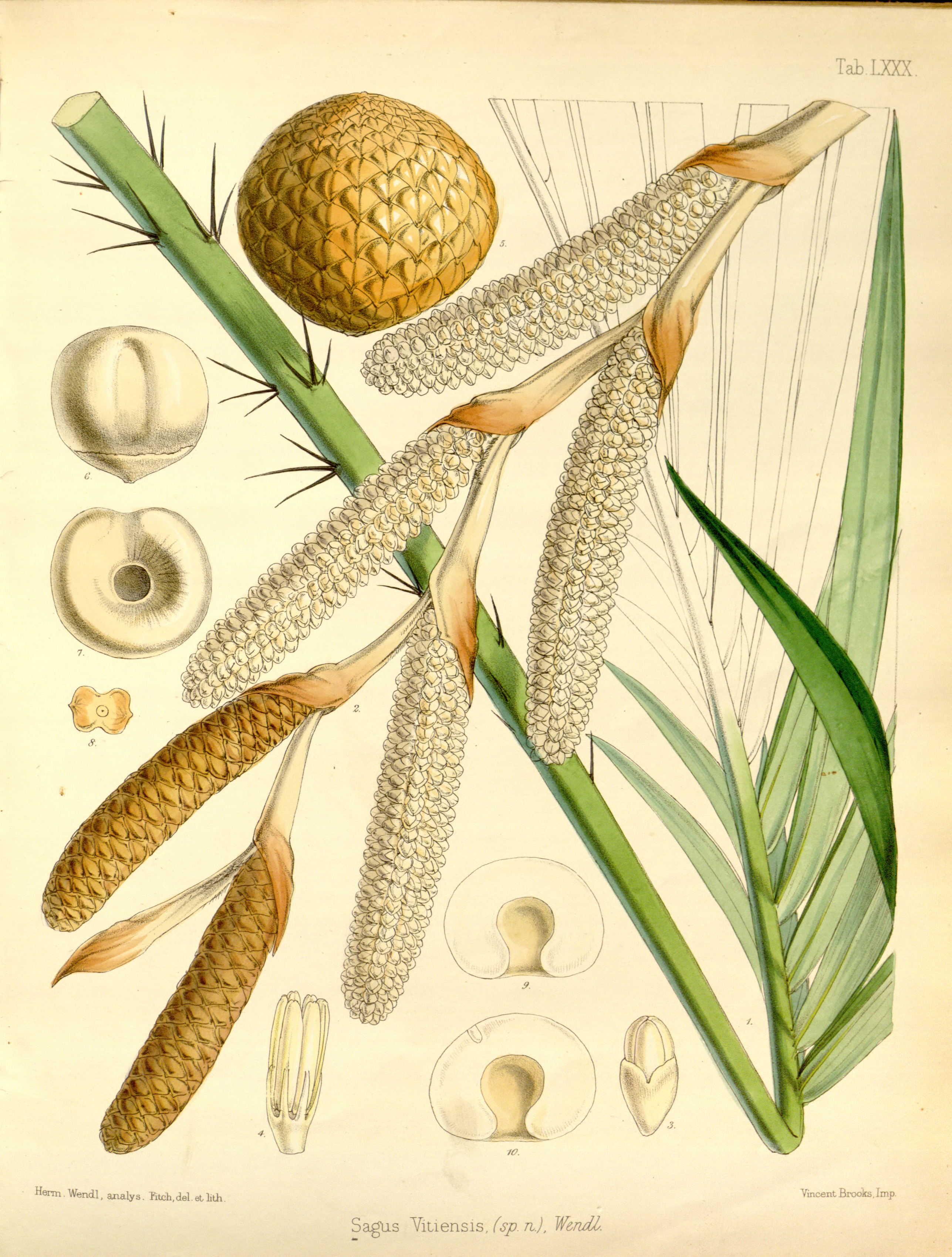
Illustration von Metroxylon vitiense

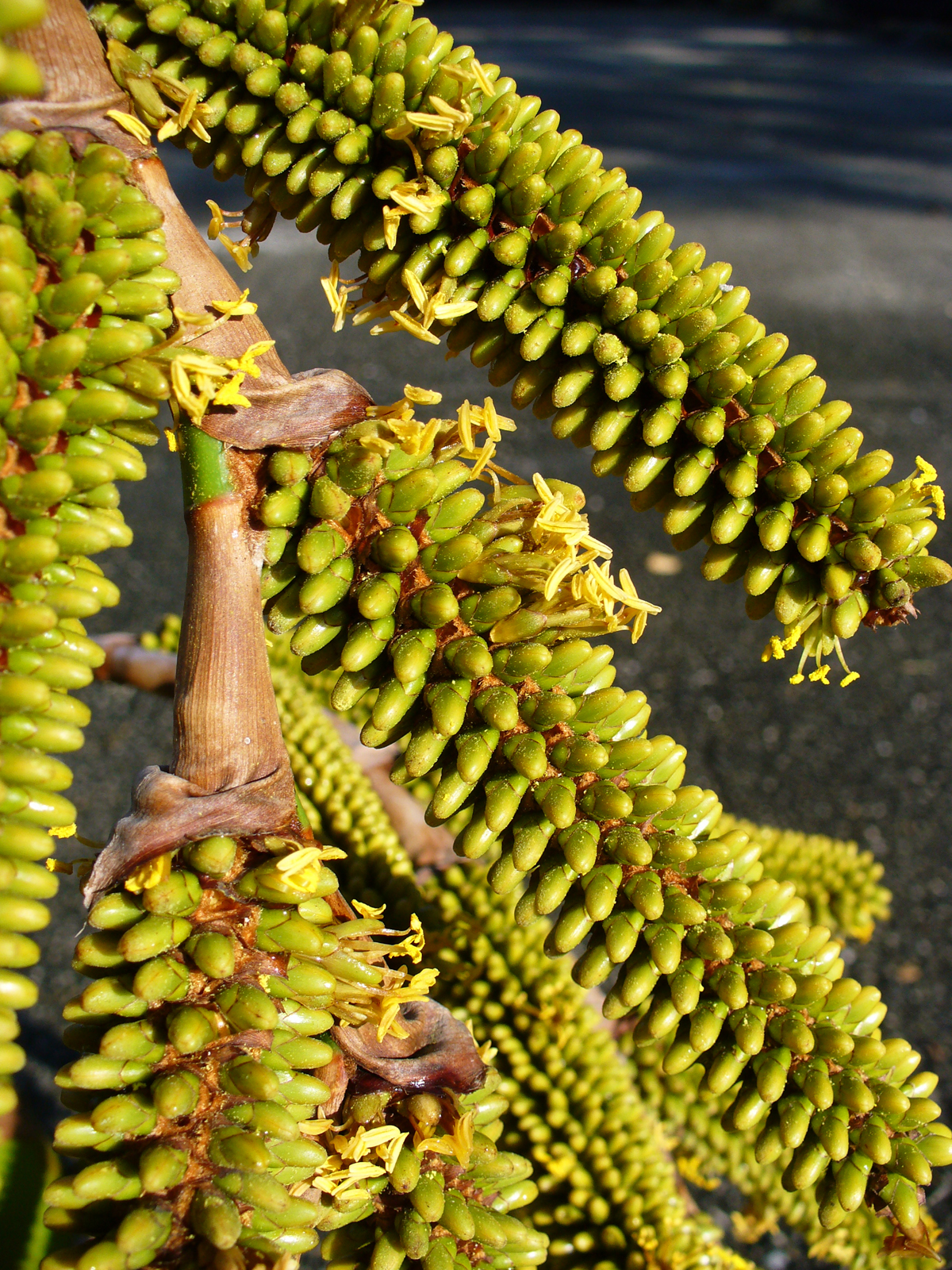
Ausschnitt eines Blütenstands von Metroxylon vitiense

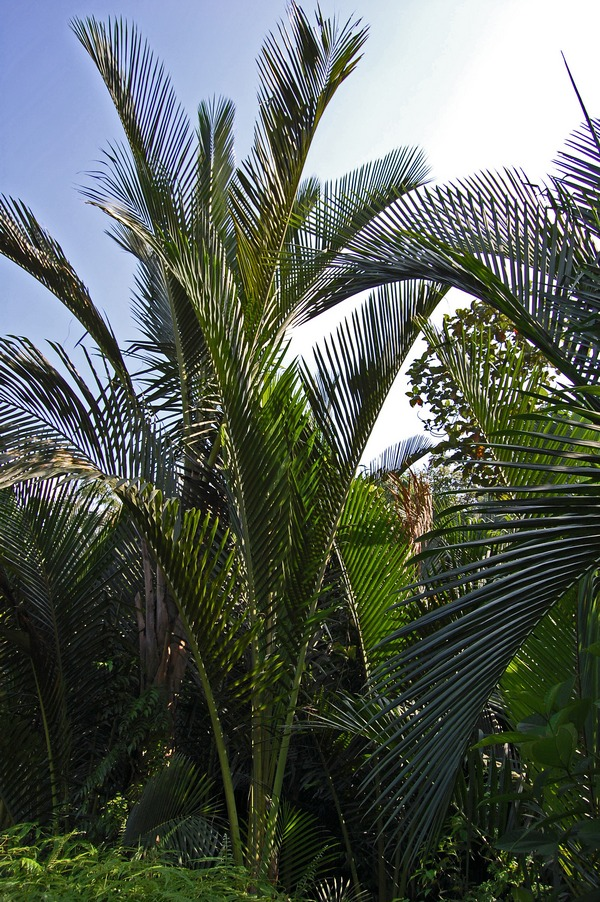
Krone der Echten Sagopalme

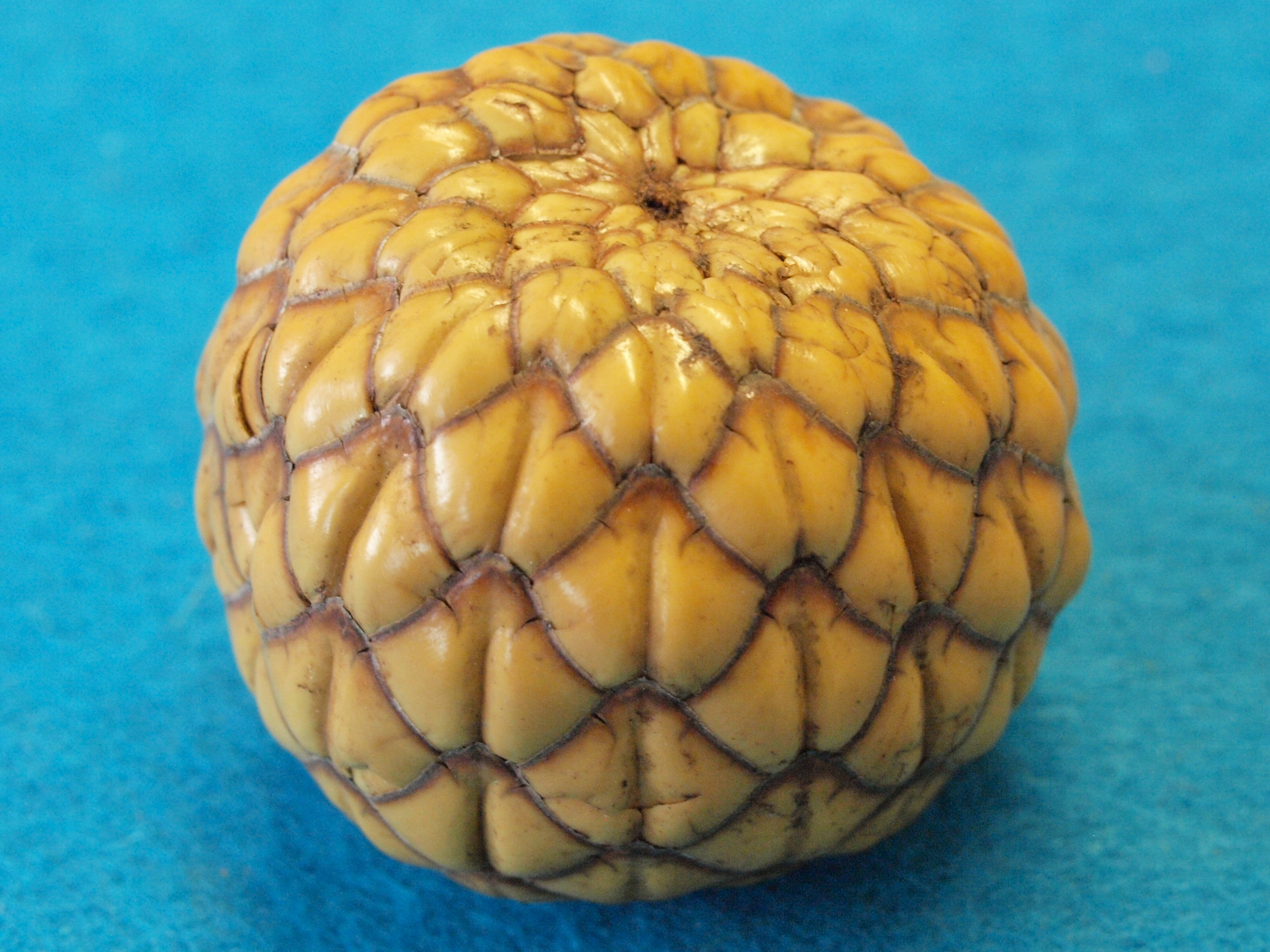
Frucht von Metroxylon warburgii

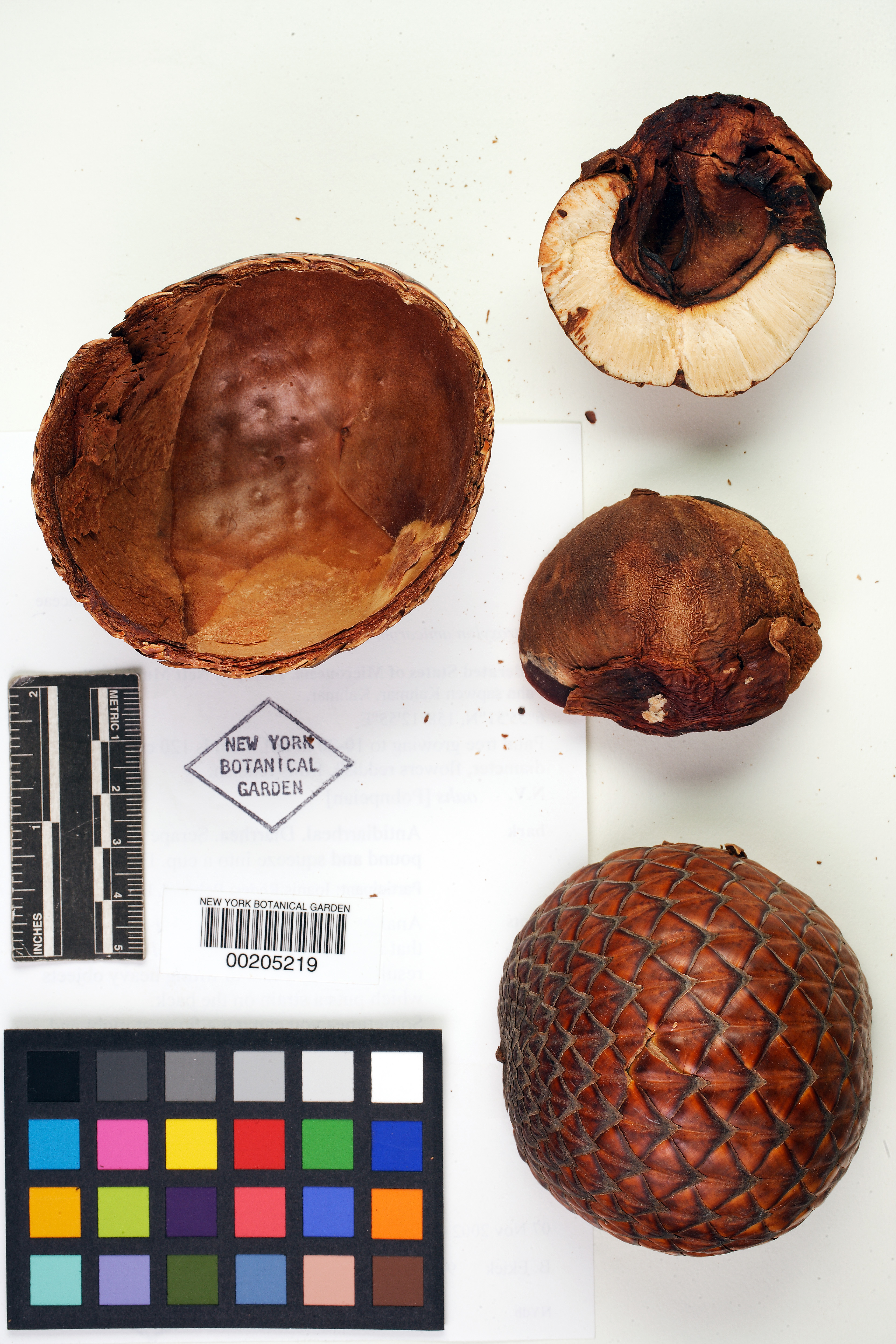
Frucht von Metroxylon amicarum

### Erscheinungsbild
Metroxylon-Arten sind große, einzeln oder in Gruppen wachsende baumförmige Palmen. Sie sind bewehrt oder unbewehrt. Der Stamm ist aufrecht und zum Teil durch die nach dem Absterben an der Pflanze verbleibenden Blattbasen verdeckt. An den Internodien entspringen manchmal Adventivwurzeln, die meist dornartig sind. Die Rinde des Stammes ist hart, das Mark ist weich und reich an Stärke.

### Blätter
Die Blätter sind groß, gefiedert und verbleiben nach dem Absterben meist an der Pflanze (Marzeszenz). Die Blattscheide reißt gegenüber dem Blattstiel ein, ist unbewehrt oder mit Teilwirteln von eher dünnen Stacheln bewehrt, die an der Basis vereint sind und eine Art Kragen bilden. Der Blattstiel ist gut ausgebildet, unbewehrt oder wie die Scheide bewehrt. Die Stieloberseite ist im stammnahen Bereich gefurcht, weiter oben gerundet, die Unterseite ist durchgehend gerundet. Die Rhachis gleicht dem Blattstiel, ist aber an der Oberseite kantig. Die zahlreichen Fiederblättchen sind einfach gefaltet, linealisch und stehen in regelmäßigen Abständen oder in Gruppen. In Gruppen stehen sie dann fächerartig und geben den Blättern ein fiederiges Aussehen. Entlang der Blattränder und der Hauptnerven sind sie mit unauffälligen, kurzen Dornen besetzt. Die Mittelrippen sind an der Oberseite deutlich zu erkennen.

### Blütenstände
Metroxylon-Arten können einmal (hapaxanth) oder mehrmals blühen. Die Blütenstände sind doppelt verzweigt und stehen entweder zwischen den Blättern (bei der pleonanthen Metroxylon amicarum) oder gruppiert als ein über den Blättern stehender, zusammengesetzter Blütenstand. Hier entsprechend die Seitenäste einem einzelnen Blütenstand, er entspringt in der Achsel eines reduzierten Laubblattes oder eines Hochblattes. Der Blütenstandsstiel ist sehr kurz, das Vorblatt ist röhrig, eng scheidig, zweikielig und zweilappig. Es gibt ein bis mehrere röhrige Hochblätter am Blütenstandsstiel. Die Blütenstandsachse ist wesentlich länger als der Stiel. Die Hochblätter an der Achse stehen annähernd zweizeilig (distich), sie sind röhrig, eng scheidig, sind unbewehrt oder selten mit wenigen Stacheln besetzt.
Die Seitenachsen erster Ordnung stehen waagrecht bis hängend, jedes hat ein basales, röhriges, zweikieliges, zweilappiges leeres Vorblatt und annähernd distich stehende, eng scheidige, röhrige Hochblätter. Alle bis auf die untersten ein bis drei tragen kätzchenartige Rachillae. Die Rachillae sind zylindrisch, mit einem kurzen, freien Teil, gefolgt von einer dichten Spirale von Hochblättern. Die untersten und obersten Hochblätter sind leer, in den übrigen stehen Dyaden aus einer kleinen männlichen und einer ähnlichen zwittrigen Blüte. Im Knospenstadium ist die Dyade durch dichte Behaarung verdeckt, nur bei Metroxylon amicarum ist die Behaarung spärlich. Das Vorblatt jeder Dyade ist röhrig, zweikielig und mit zwei dreieckigen Lapen, und außen meist dicht behaart. Die Brakteole ist zweikielig und dicht behaart.

### Blüten
Die männlichen Blüten öffnen sich vor den zwittrigen. Ihr Kelch ist röhrig und endet mit drei dreieckigen Lappen. Die Krone ist meist doppelt so lang wie der Kelch, zu etwa zwei Dritteln seiner Länge in drei valvate, glatte Kronblätter mit dreieckigen Spitzen zerteilt. Die sechs Staubblätter stehen an der Basis der Kronblätter, ihre Filamente sind fleischig. Die Antheren sind medifix, länglich und latrors. In der Mitte der Blüte steht ein konisches Stempelrudiment. Der Pollen ist ellipsoidisch und bisymmetrisch. Die Keimöffnungen sind äquatorial disulcat.
Die zwittrigen Blüten ähneln oberflächlich den männlichen, sind aber fetter. Kelch, Krone und Staubblätter gleichen denen bei den männlichen Blüten. Allerdings sind die Staubfäden am unteren Ende zu einer Röhre vereint, die den Fruchtknoten umschließt. Drei Fruchtblätter sind zu einem Fruchtknoten verwachsen und enthält je eine Samenanlage. Die Samenanlagen sitzen basal und sind anatrop. Der Fruchtknoten ist rundlich und mit senkrechten Reihen von kleinen Schuppen besetzt. Der Griffel ist konisch und endet in drei Narbenkanten.

### Früchte und Samen
Die Frucht ist rund, meist groß und enthält einen Samen. Apikal stehen Narbenreste. Das Exokarp ist mit senkrechten Reihen von stroh- bis kastanienfarbenen, nach rückwärts weisenden Schuppen bedeckt. Das Mesokarp ist ziemlich dick, korkartig bis schwammig. Ein Endokarp ist nicht ausgebildet. Der Samen sitzt basal, ist kugelig mit tief eingedrücktem oberen Ende. Er ist in eine dünn bis dicke Sarcotesta eingehüllt. Das Endosperm ist homogen. Der Embryo sitzt basal.

### Chromosomensätze
Die Chromosomenzahl beträgt 2n = 26.

## Vorkommen
Metroxylon-Arten  kommen im östlichen Malesien, den Salomon-Inseln, den Neuen Hebriden, Samoa, Fidschi und auf den Karolinen vor. Für die Sagopalme, wird als ursprüngliches Verbreitungsgebiet Neuguinea und die Molukken angenommen, sie wird seit langer Zeit in ganz Südostasien angebaut und ist auch in vielen Gebieten eingebürgert.
Die meisten Metroxylon-Arten wachsen in Tiefland-Sümpfen, wo sie häufig in Gruppen mit zahlreichen Individuen wachsen. Metroxylon amicarum kommt auch in tiefen Tälern und hoch in den Bergen von Mikronesien vor.

## Systematik
Die Gattung Metroxylon wurde 1783 durch Christen Friis Rottbøll in Nye Samling af det Kongelige Danske Videnskabers Selskabs Skrifter, 2, Seite 525 aufgestellt. Der Gattungsname Metroxylon setzt sich zusammen aus den altgriechischen Wörtern Metra für „Mark“ und xylon für „Holz“, dies bezieht sich auf das gut entwickelte Mark, das zu Sago verarbeitet werden kann.
Metroxylon Rottb. ist die einzige Gattung der Subtribus Metroxylinae aus der Tribus Calameae in der Unterfamilie Calamoideae innerhalb der Familie Arecaceae. Metroxylon ist eine monophyletische Gruppe.
Es gibt etwa sieben Arten:
- Metroxylon amicarum (H.Wendl.) Hook. f.: Sie kommt in Mikronesien nur auf den Inseln Pohnpei sowie Chuuk vor.
- Metroxylon paulcoxii McClatchey: Sie kommt nur auf den westlichen Samoainseln vor.
- Sagopalme (Metroxylon sagu Rottb.): Sie kommt auf den Molukken und in Neuguinea vor.
- Metroxylon salomonense (Warb.) Becc.: Sie kommt im östlichen Neuguinea bis Vanuatu vor.
- Metroxylon upoluense Becc.: Sie kommt nur auf den Samoainseln vor.
- Metroxylon vitiense (H.Wendl.) Hook. f.: Sie kommt nur auf Fidschi sowie Wallis und Futuna vor.
- Metroxylon warburgii (Heimerl) Becc.: Sie kommt auf den südwestlichen Pazifik-Inseln den Samoainseln und Vanuatu vor.

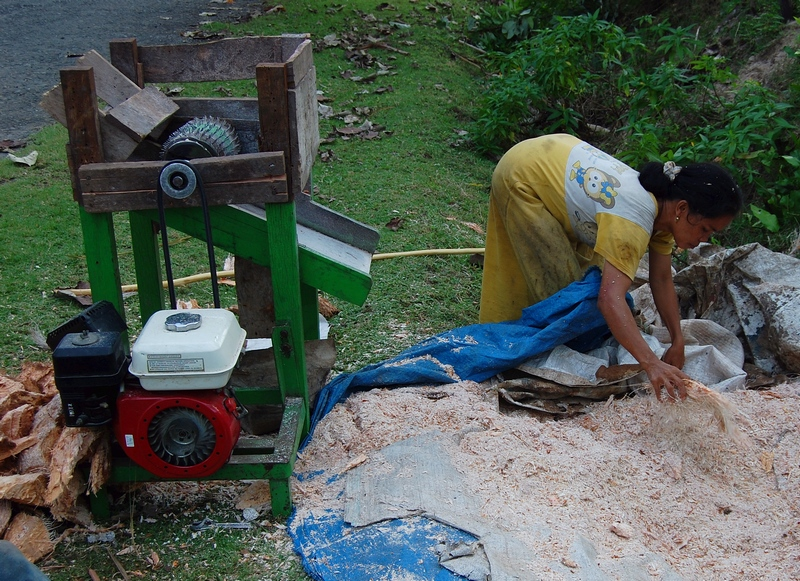
Zerkleinerung des Marks der Sagopalme im Zuge der Sago-Herstellung

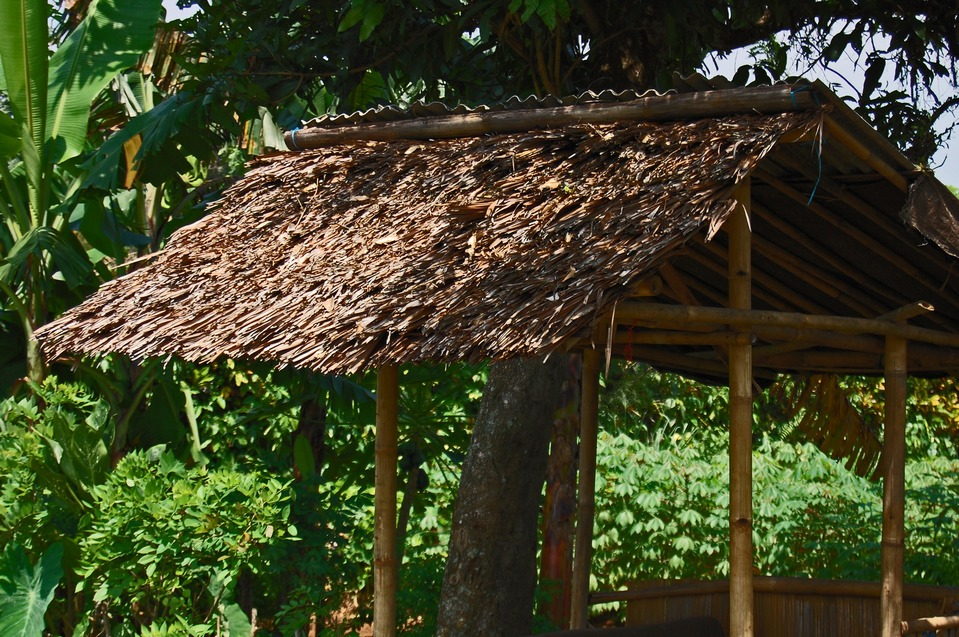
Dach aus Blättern der Sagopalme

## Nutzung
Die beiden Hauptnutzungen der Metroxylon-Arten ist die Gewinnung von Sago (Stärke) aus dem Mark der Stämme und die Gewinnung von Baumaterial für den Hausbau: die Blätter werden zum Dachdecken verwendet, aus den gespaltenen Blattstielen werden geflochtene Wände hergestellt.

## Belege